# Atakora-hegység
Az  Atakora-hegység (más néven Togo-hegység) egy nyugat-afrikai hegylánc, mely átnyúlik Ghána, Togo, Benin és Burkina Faso határain.
A délnyugat-északkelet irányban húzódó hegylánc fokozatosan lejt a Niger-folyó irányába. A hegyvidék átlagos magassága 600 m. Legmagasabb pontja Mont Agou (Mont Baumann) 986 m Togo délkeleti részén. A Mont Sokbaro (658 m) Benin legmagasabb pontja. A hegységet felépítő meghatározó kőzetek a homokkő, a csillámpala és a kvarcit. Északkeleten ered a Volta mellékfolyója, a Pendjari. A fennsík klímája párás, mérsékelten meleg, a mezőgazdaság számára kedvező feltételeket biztosít.